# Maintenay
Maintenay település Franciaországban, Pas-de-Calais megyében. Lakosainak száma 453 fő (2022. január 1.). Maintenay Buire-le-Sec, Boisjean, Roussent, Saint-Rémy-au-Bois, Saulchoy, Argoules és Nampont községekkel határos.

## Népesség
A település népességének változása:
| Lakosok száma | 395  | 403  | 422  | 426  | 436  | 444  | 456  | 454  | 453  |
|               | 2013 | 2015 | 2016 | 2017 | 2018 | 2019 | 2020 | 2021 | 2022 |